# 墙下关帝庙
墙下关帝庙，位于山西省运城市夏县裴介镇墙下村。
2016年6月6日，墙下关帝庙授予山西省文物保护单位，编号5-119，是一座古建筑。2019年10月7日升格为全国重点文物保护单位，编号8-0248-3-051。